# Аргун (городской округ)
Город Аргун — административно-территориальная единица (город республиканского значения) и муниципальное образование (городской округ) в составе Чеченской Республики Российской Федерации. Понятия «городской округ город Аргун» и «город Аргун» равнозначны.
Административный центр — город Аргун.
Округ расположен в центральной части Чеченской Республики в 8 км от города Грозный. Территория округа составляет 130,3 кв. км., население составляет 62 тыс. человек. На западной окраине города, в направлении с юго-запада на северо-восток протекает река Аргун, впадающая севернее города в реку Сунжа. Еще совсем недавно Аргун был одним из крупных моногородов промышленного производства на всем Северном Кавказе, а также важным промышленным, социально-культурным узловым центром как Чеченской Республики, так и в целом по СКФО.

## История
В 1990 году город Аргун был выделен из состава Шалинского района, с присвоением ему статуса города республиканского подчинения.
Городской округ в составе единственного населённого пункта был образован на основании Закона Чеченской Республики от 20 февраля 2009 года.
1 января 2020 года из состава Грозненского района в состав городского округа город Аргун были переданы территории Комсомольского (с. Комсомольское и п. Примыкание) и Чечен-Аульского сельских поселений (с. Чечен-Аул). Площадь расширенного городского округа после этого составляет 130,21 км².

## Население
| 2010    | 2012    | 2013    | 2014    | 2015    | 2016    | 2017    |
| ------- | ------- | ------- | ------- | ------- | ------- | ------- |
| 29 525  | ↗30 647 | ↗32 058 | ↗33 207 | ↗34 078 | ↗35 738 | ↗36 486 |
| 2018    | 2019    | 2020    | 2021    | 2023    | 2024    |         |
| ↗37 373 | ↗38 169 | ↗57 248 | ↗59 615 | ↗60 900 | ↗61 968 |         |

Национальный состав
По итогам переписи населения 2020 года проживали следующие национальности (национальности менее 0,1 % и другое см. в сноске к строке «Другие»):
| Национальность | Численность, чел. | Доля     |
| -------------- | ----------------- | -------- |
| Чеченцы        | 59 353            | 99,56 %  |
| Русские        | 108               | 0,18 %   |
| Другие         | 154               | 0,26 %   |
| Итого          | 59 615            | 100,00 % |

## Населённые пункты
| № | Населённый пункт | Тип     | Население |
| - | ---------------- | ------- | --------- |
| 1 | Аргун            | город   | ↗43 456   |
| 2 | Бердыкель        | село    | ↗8346     |
| 3 | Примыкание       | посёлок | ↗439      |
| 4 | Чечен-Аул        | село    | ↘9208     |

## Местное самоуправление
Мэр городского округа
- Масаев Илес Ахмедович[24]. (с 22 июля 2020 года)

Председатель городского Совета местного самоуправления
- Аюбов Ибрагим Зилимханович[25] (с 18 сентября 2019 года)